# Phyllanthus hypospodius
Phyllanthus hypospodius là một loài thực vật có hoa trong họ Diệp hạ châu. Loài này được F.Muell. miêu tả khoa học đầu tiên năm Mar. 1892.